# ファイナルファンタジー ヴォーカル・コレクションズ
『ファイナルファンタジー ヴォーカル・コレクションズ』（FINAL FANTASY VOCAL COLLECTIONS）は植松伸夫が選曲したファイナルファンタジーシリーズの楽曲に作詞をしたヴォーカル・アルバムである。
2006年現在、第一作『PRAY（祈り）』と第二作『Love Will Grow』が制作されている。同じようなコンセプトで制作されたアルバムとして『FINAL FANTASY SONG BOOK「まほろば」』（2004年発売）が存在する。
また、2013年に「FINAL FANTASY Vocal Collection」というアルバムが発売されているが、これはシリーズのボーカル曲のコンピレーションアルバムである。

## FINAL FANTASYVOCAL COLLECTIONS I―PRAY―
ヴォーカルは大木理紗。
1. Prelude
(作曲:Nobuo Uematsu / Ririko Yamabuki　編曲:Risa Ohki)
「プレリュード」のアレンジ。
2. The Promised Land
(作曲:Nobuo Uematsu / Ririko Yamabuki　作詞:Katsuhiko Kinoshita　編曲:Toshiro Mitsutomi)
「メインテーマ」（FFII）のアレンジ。
3. Mon P'tit Chat
(作曲:Nobuo Uematsu / Ririko Yamabuki　作詞:YU-PA　編曲:Toshiro Mitsutomi)
「思い出のオルゴール」（FFV）のアレンジ。曲名は"僕の子猫"という意味である。
4. 時の放浪者
(作曲:Nobuo Uematsu / Ririko Yamabuki　作詞:Ririko Yamabuki　編曲:Masatsugu Shinozaki)
「ティナのテーマ」（FFVI）のアレンジ。
5. 光の中へ
(作曲:Nobuo Uematsu / Ririko Yamabuki　作詞:Ririko Yamabuki　編曲:Masatsugu Shinozaki)
「愛のテーマ」（FFIV）のアレンジ。
6. Esperança Do Amor
(作曲:Nobuo Uematsu / Ririko Yamabuki　作詞:Claudio Ramos　編曲:Yoshiro Nakamura)
「親愛なる友へ」（FFV）のアレンジ。曲名は"愛の希望"という意味である。
7. Voyage
(作曲:Nobuo Uematsu / Ririko Yamabuki　作詞:Kazuko Sancha　編曲:Masatsugu Shinozaki)
「果てしなき大海原」（FFIII）のアレンジ。
8. Au Palais De Verre
(作曲:Nobuo Uematsu / Ririko Yamabuki　作詞:YU-PA　編曲:Toshiro Mitsutomi)
「マトーヤの洞窟」（FFI）のアレンジ。曲名は"硝子の宮殿"という意味である。
9. Once You Meet Her
(作曲:Nobuo Uematsu / Ririko Yamabuki　作詞:Katsuhiko Kinoshita　編曲:Masatsugu Shinozaki)
「水の巫女エリア」（FFIII）のアレンジ。
10. Pray
(作曲:Nobuo Uematsu / Ririko Yamabuki　作詞:Kazuko Sancha　編曲:Toshiro Mitsutomi)
「FINAL FANTASY」のアレンジ。
11. Não Chora Menina
(作曲:Nobuo Uematsu / Ririko Yamabuki　作詞:Claudio Ramos　編曲:Yoshiro Nakamura)
「街角の子供達」（FFVI）のアレンジ。曲名は"泣かないで少女よ"という意味である。

## FINAL FANTASYVOCAL COLLECTIONS II[Love Will Grow]
ヴォーカルは大木理紗、野口郁子。
1. Long Distance
(作曲:植松伸夫 / 山吹理々子　作詞：山吹理々子　編曲:篠崎正嗣　歌：大木理紗)
「メインテーマ」（FFIV）のアレンジ。
2. 悠久の風
(作曲:植松伸夫 / 山吹理々子　作詞：Claudio Ramos　編曲:中村善郎　歌：大木理沙)
「悠久の風」（FFIII）のアレンジ。
3. Have You Ever Seen Me?
(作曲:植松伸夫 / 山吹理々子　作詞：木下勝彦　編曲:後藤勇一郎　歌：野口郁子 / 大木理紗)
「小人の村トーザス」（FFIII）のアレンジ。
4. Valse des Amoureux
(作曲:植松伸夫 / 山吹理々子　作詞：YU-PA　編曲:Patrick Nugier　歌：野口郁子)
本作のための書き下ろし。
5. GAIA
(作曲:植松伸夫 / 山吹理々子　作詞：睦月薫　編曲:美野春樹　歌：野口郁子)
「メインテーマ」（FFI）のアレンジ。
6. 遠い日々の名残り
(作曲:植松伸夫　作詞：山吹理々子　編曲:美野春樹　歌：大木理紗)
「離愁」（FFV）のアレンジ。
7. はるかなる故郷
(作曲:植松伸夫 / 山吹理々子　作詞：睦月薫　編曲:後藤勇一郎　歌：大木理紗 / 野口郁子)
「はるかなる故郷」（FFV）のアレンジ。逆再生すると日本語の歌詞となるトリックが仕込まれている。
8. Estrelas
(作曲:植松伸夫　作詞：Claudio Ramos　編曲:中村善郎　歌：大木理紗)
「ギルバートのリュート」（FFIV）のアレンジ。
9. 神の揺り籠
(作曲:植松伸夫　作詞：山吹理々子　編曲:大木理沙　歌：大木理紗)
「リルムのテーマ」（FFVI）のアレンジ。
10. Love Will Grow
(作曲:植松伸夫 / 山吹理々子　作詞：木下勝彦　編曲:篠崎正嗣　歌：大木理紗)
「フィナーレ」（FFII）のアレンジ。
11. Prelude
(作曲:植松伸夫 / 山吹理々子　作詞：三茶和子　編曲:小林清　歌：大木理紗 / 野口郁子)
「プレリュード」のアレンジ。